# Haemaphysalis silacea
Haemaphysalis silacea este o specie de căpușe din genul Haemaphysalis, familia Ixodidae, descrisă de Robinson în anul 1912. Conform Catalogue of Life specia Haemaphysalis silacea nu are subspecii cunoscute.